# Uwolnienie Andromedy przez Perseusza (Poznań)
Uwolnienie Andromedy przez Perseusza – grupa rzeźbiarska zlokalizowana w centralnej części Parku Wilsona w Poznaniu, przed budynkiem Palmiarni Poznańskiej. 

## Charakterystyka
Przedstawia scenę z mitologii greckiej: Perseusza ratującego Andromedę z niewoli Ketosa (potwora morskiego).
Autorem rzeźby wykonanej z brązu był Johannes Pfuhl – profesor Akademii Sztuki w Berlinie. Pierwotnie (1891) była umieszczona na placu Cyryla Ratajskiego, gdzie stanowiła element założenia pomnikowego z fontanną, poświęconego wizycie cesarzowej Wiktorii w 1888 roku (nie zakończonego). Do Parku Wilsona przeniesiona została po II wojnie światowej (1956). Stanowi tutaj optyczny zwornik dla ogrodu francuskiego z ławkami wokół.

## Galeria

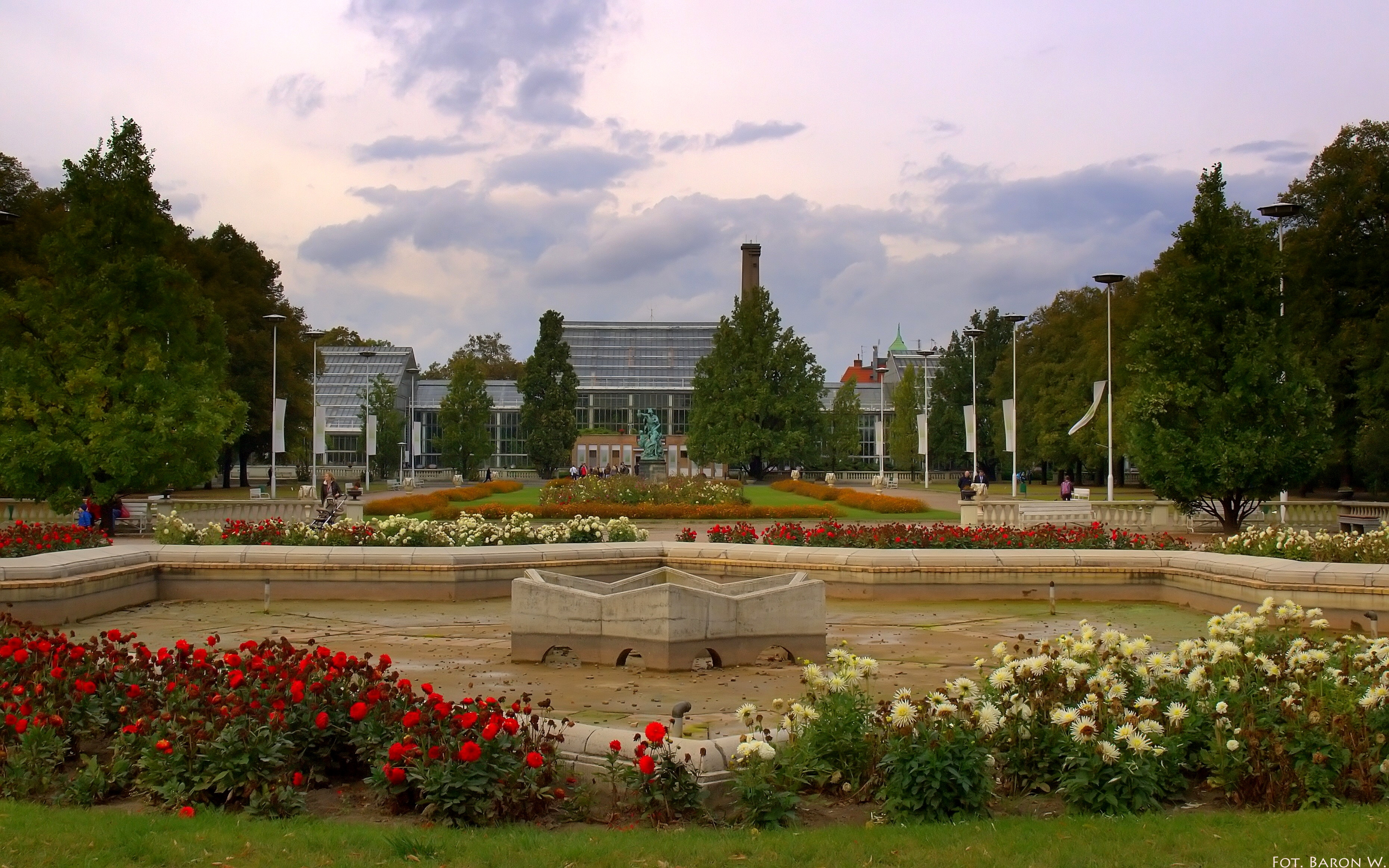
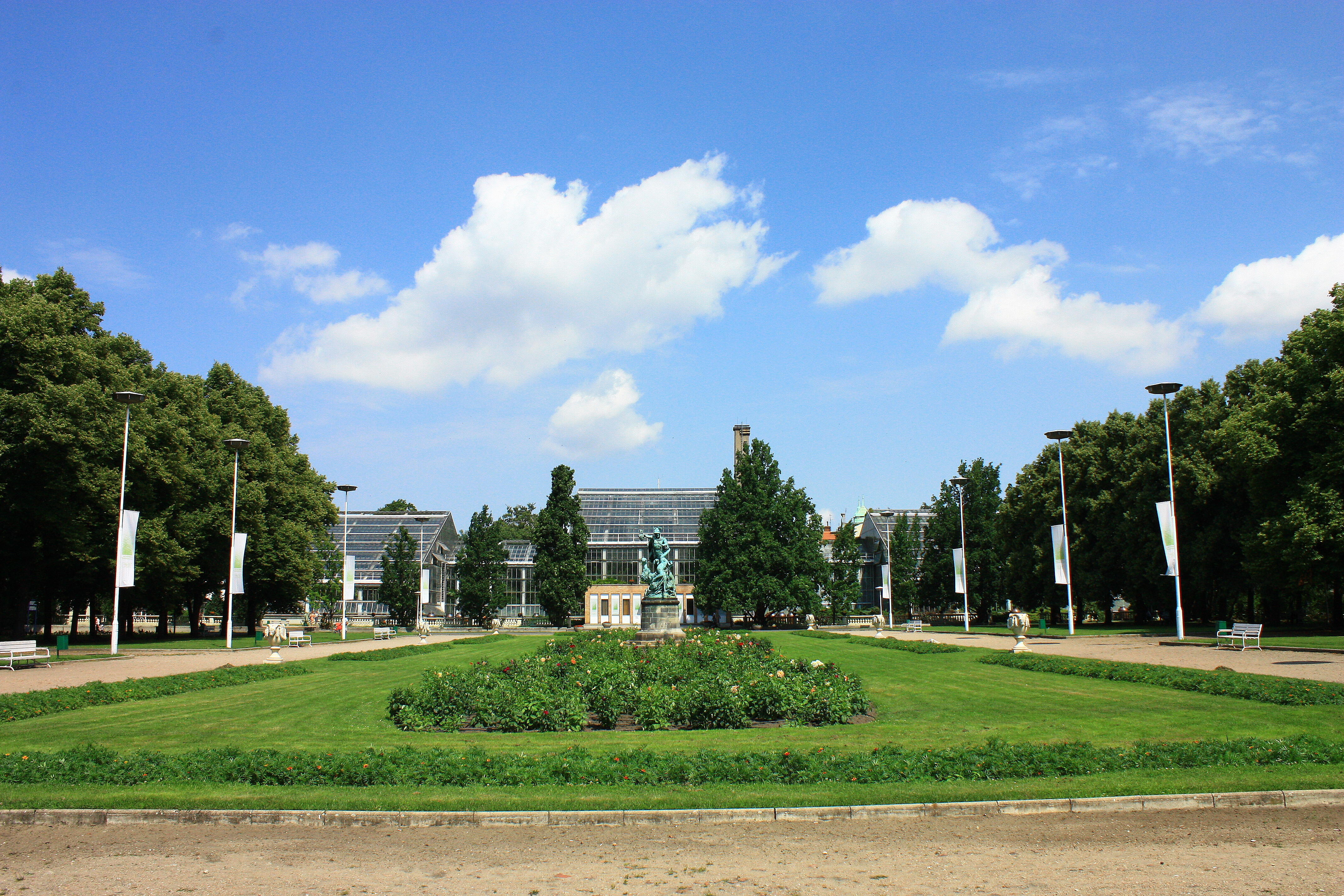
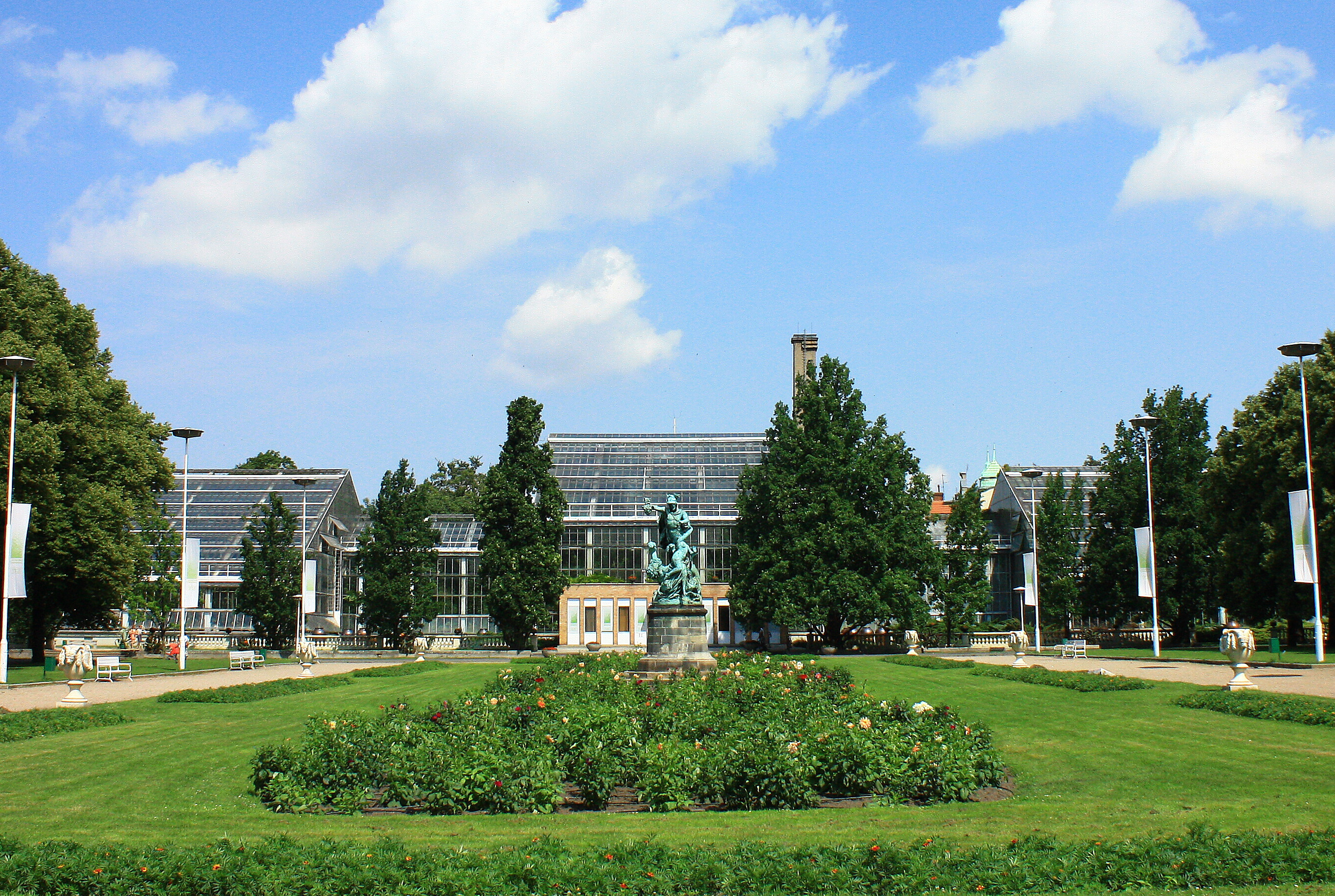
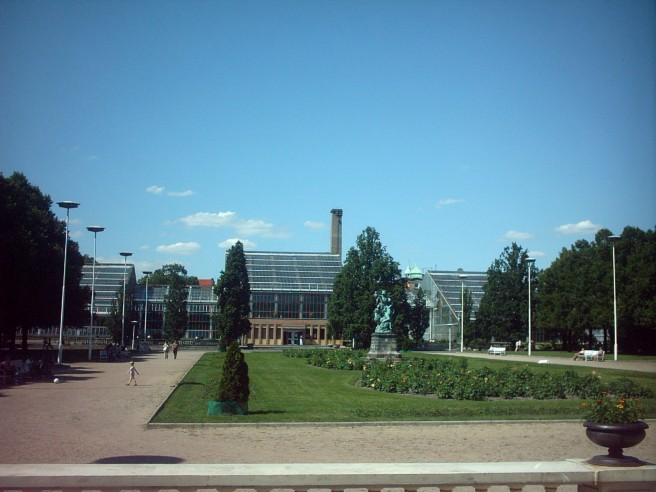
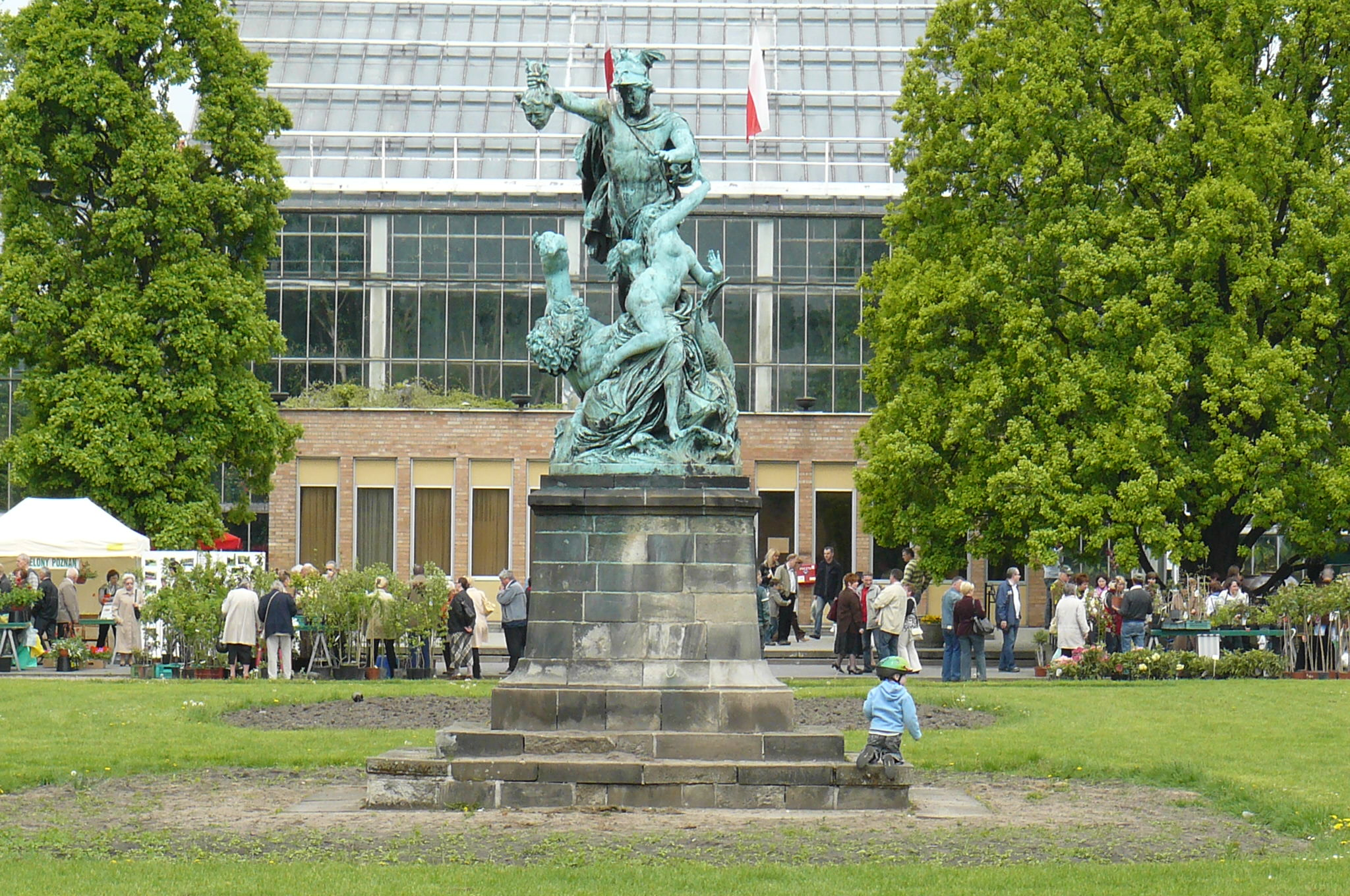
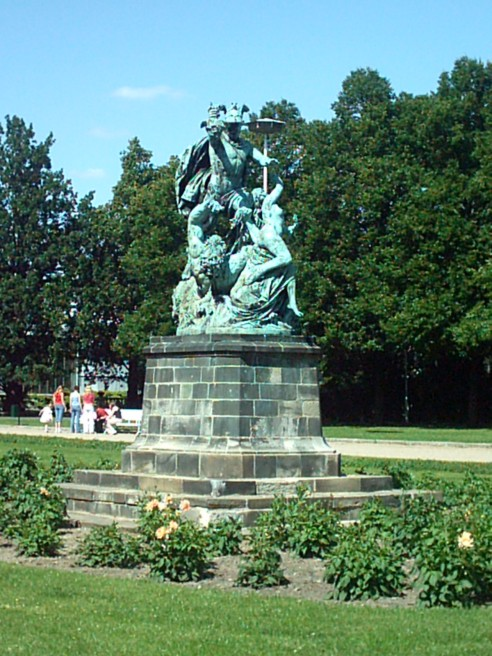
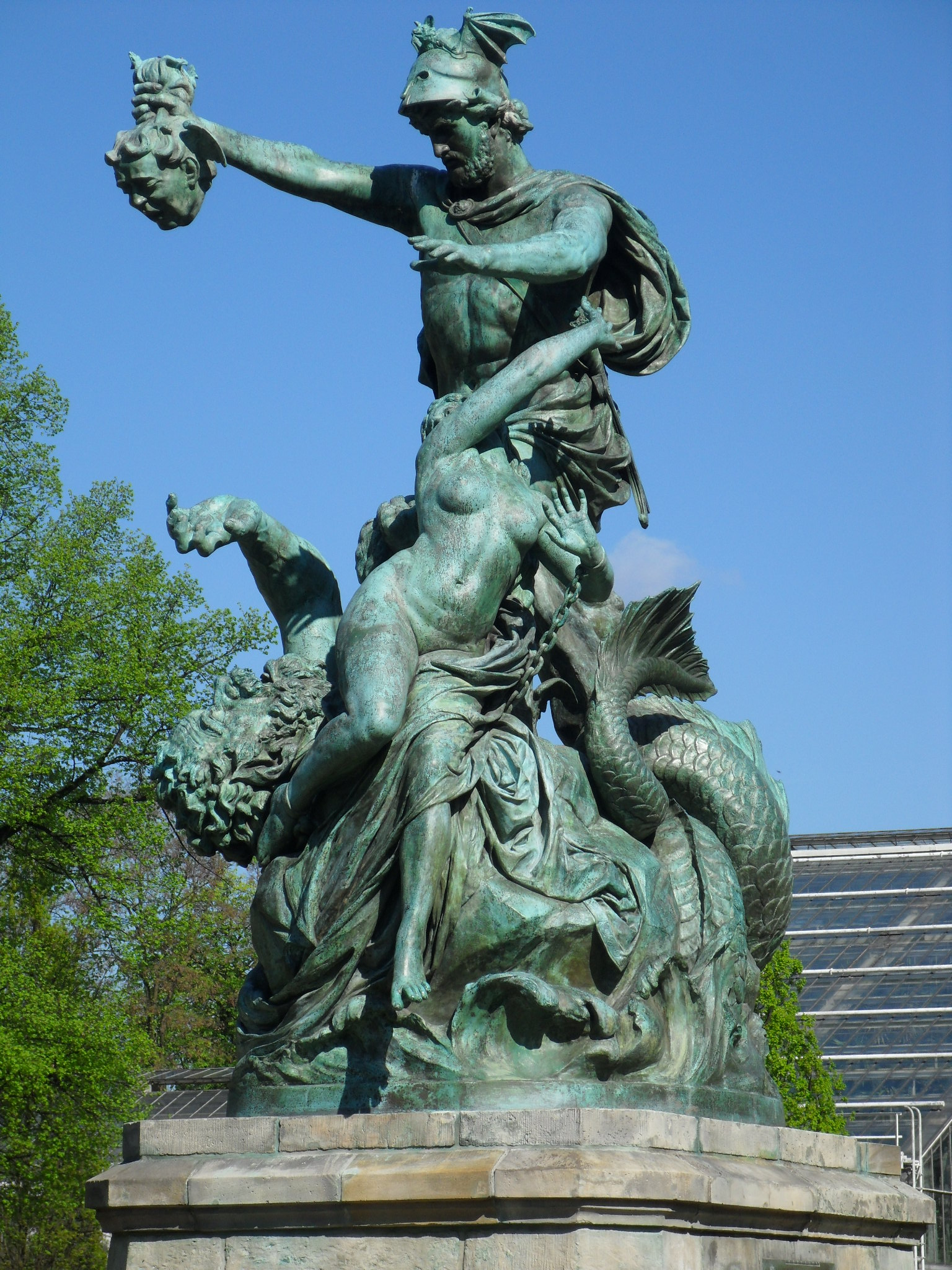